# Prezydenci Słowenii

## Republika Słowenii(od 1991)
| # | Imię i Nazwisko              | Portret | Kadencja        | Kadencja        | Partia polityczna | Partia polityczna |
| # | Imię i Nazwisko              | Portret | Od              | Do              | Partia polityczna | Partia polityczna |
| - | ---------------------------- | ------- | --------------- | --------------- | ----------------- | ----------------- |
| 1 | Milan Kučan (ur. 1941)       |         | 23 grudnia 1991 | 22 grudnia 2002 |                   | SD/bezpartyjny    |
| 2 | Janez Drnovšek (1950–2008)   |         | 22 grudnia 2002 | 23 grudnia 2007 |                   | LDS/bezpartyjny   |
| 3 | Danilo Türk (ur. 1952)       |         | 23 grudnia 2007 | 22 grudnia 2012 |                   | bezpartyjny       |
| 4 | Borut Pahor (ur. 1963)       |         | 22 grudnia 2012 | 22 grudnia 2022 |                   | SD/bezpartyjny    |
| 5 | Nataša Pirc Musar (ur. 1968) |         | 23 grudnia 2022 | nadal           |                   | bezpartyjna       |